# Cattedrale di Sant'Andrea (Little Rock)
La cattedrale di Sant'Andrea (in inglese: Cathedral of St. Andrew) è il principale luogo di culto cattolico di Little Rock, in Arkansas, e sede della diocesi di Little Rock.

## Storia
La prima pietra dell'attuale cattedrale fu posata dal vescovo Edward Fitzgerald il 7 luglio 1878. La chiesa, progettato dall'architetto locale Thomas Harding, è stata dedicata il 27 novembre 1881. La torre più alta posta sulla facciata è stata completata nel 1887.
Un tornado ha colpito il centro di Little Rock nel 1950, danneggiando la torre e due delle vetrate. L'attuale canonica è stata costruita nel 1966. La cattedrale di Sant'Andrea è stata inserita nel Registro Nazionale dei luoghi storici nel 1986.